# Synodontis ruandae
Synodontis ruandae är en fiskart som beskrevs av Matthes, 1959. Synodontis ruandae ingår i släktet Synodontis och familjen Mochokidae. IUCN kategoriserar arten globalt som sårbar. Inga underarter finns listade i Catalogue of Life.